# Károlyi Gyula (főrend)
Nagykárolyi gróf Károlyi Gyula, Károlyi Gyula Károly (Pest, 1837. július 4. – Budapest, 1890. november 23.) országgyűlési képviselő, főrend, utazó, császári és királyi kamarás, Nagy-Küküllő vármegye főispánja, lovaregyleti alelnök, valóságos belső titkos tanácsos, az Aranygyapjas Rend vitéze. Károlyi Mihály miniszterelnök édesapja.

## Élete
Károlyi György gróf és Zichy Karolina fia. Gimnáziumi tanulmányait ugyanott, az egyetemieket Bonnban végezte, majd hosszabb tanulmányutat tett Németországban, Franciaországban, Angliában, később Amerikában. 1861-ben Bereg vármegyei aljegyzővé választották. 1865-ben a főrendiház egyik jegyzője volt és a kiegyezés pártolói közé tartozott. Az 1872–75. és 1875–78. évi országgyűléseken Heves vármegye kápolnai kerületének képviselője volt és a Sennyey-féle pártárnyalathoz tartozott. A mindszent-apátfalvi ármentesítő-társulat elnöke volt, míg ez állami kezelés alá nem került. A vöröskereszt-egylet szervezésével, melynek elnöke volt, őt bízta meg a király. Midőn apja 1877-ben elhunyt, ennek helyét foglalta el az ország előkelő intézeteinél. Elnöke lett a jockey-clubnak és a lovaregyletnek is. Tagja a földhitelintézet felügyelő bizottságának, elnöke az első magyar általános biztosító-társaság igazgatóságának és az első hazai takarékpénztárnak; nagybátyjának gróf Károlyi Istvánnak halála (1881) után elnöke lett a magyar írók segélyegylete felügyelő bizottságának. 1884-től valóságos belső titkos tanácsos; a főrendiház pénzügyi és felirati bizottságainak és a legfőbb fegyelmi bíróságnak tagja volt. 1884-ben, amikor a keresztények és izraeliták között kötendő házasságok tárgyában benyújtott törvényjavaslat volt napirenden, Károlyi, aki addig nem vitt a politikában zajosabb szerepet, feltűnővé lett amaz agitációja által, mely a főrendiházban a kormányjavaslat megbuktatására vezetett.
Cikkei a Vadász- és Versenylapban (1864. Egy délutáni cserkészet szánon, 1866. Egy sikerült zerge hajtás, 1870. Az erdélyi magyar egyesült zergevadász-társulat.)

## Házassága és gyermekei

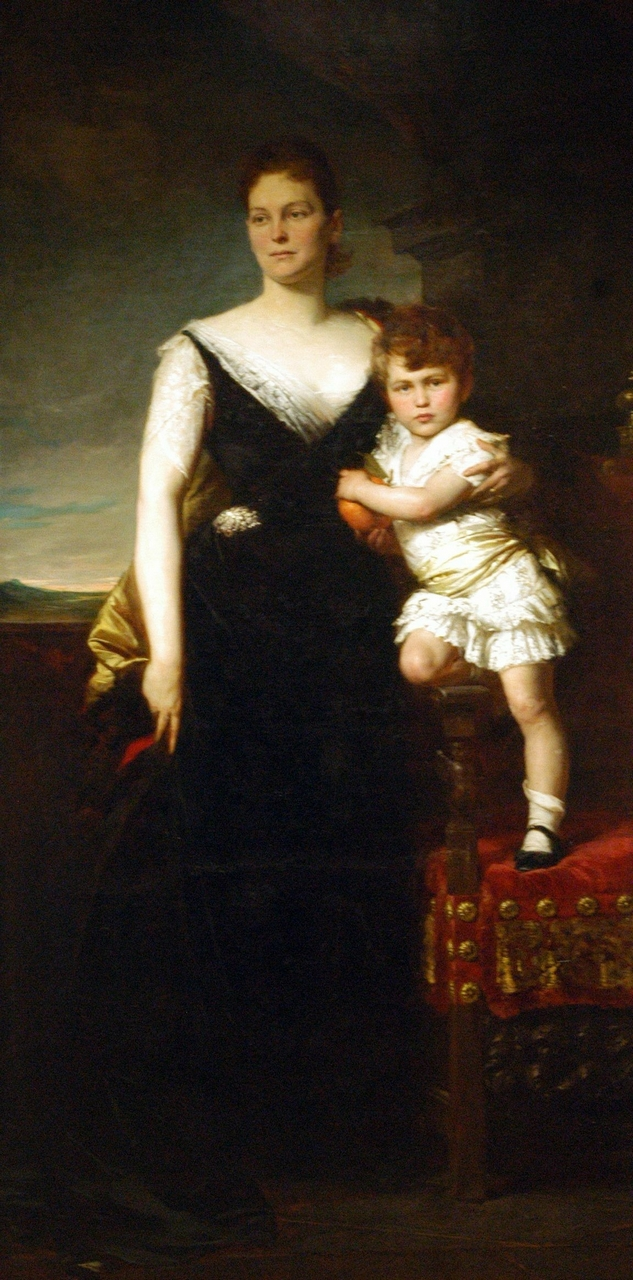
Pálffy Geraldine

1871. április 29.-én Fóton feleségül vette gróf nagykárolyi Károlyi Mária Georgina Julianna Klára Katalin (*Fót, 1852. január 13.–†Fót, 1878. február 12.) kisasszonyt, akinek a szülei gróf nagykárolyi Károlyi Ede (1821–1879), nagybirtokos, és gróf göncruszkai Kornis Klarissza (1834–1906) voltak. Károlyi Gyula gróf és Károlyi Georgina grófnő házasságából két gyermek született:
- gróf Károlyi Erzsébet Karolina Ludovika Katalin Mária (*Pest, 1872. május 17.–†München, 1954. március 21.).[4] Férje, gróf Siegfried zu Pappenheim (*Graz, 1868. január 12.–+Iszkaszentgyörgy, 1936. május 26.)
- gróf Károlyi Mihály Ádám György Miklós (*Budapest, 1875. március 4. –†Vence, Franciaország, 1955. március 19.) politikus, miniszterelnök, az első magyar köztársasági elnök. Felesége, csikszentkirályi és krasznahorkai Andrássy Katalin Mária Julianna Ludovika Eleonóra Ilona "Katinka" (*Tiszadob, 1892. szeptember 21.–†Antibes, 1985. június 12.).

Első felesége korai halála után, gróf Károlyi Gyula 1881. július 17.-én Malackán, Pozsony vármegyében feleségül vette gróf erdődi Pálffy Mária Geraldine Terézia Gabriella (*Malacka, 1859. szeptember 5.–†Bern, 1928. március 20.) kisasszonyt, akinek a szülei gróf erdődi Pálffy Pál (1827–1866), Pozsony vármegye örökös főispánja, nagybirtokos, és gróf nagykárolyi Károlyi Geraldine (1836–1915) voltak. Károlyi Gyula gróf és Pálffy Geraldine grófnő frigyéből született:
- gróf Károlyi Zsuzsanna Mária Leopoldina Aurélia (*Budapest, 1882. május 24.–†Budapest, 1930. január 17.).[7] Férje, gróf németújvári Batthyány Gyula (*Ikervár, 1887. május 10.–†Budapest, 1959. január 4.), magyar festőművész, földbirtokos.
- gróf Károlyi Júlia Mária Gabriella Alexandrina (*Parád, 1883. június 1.–†Balatonrendes, 1954. június).[8] Férje, gróf tolnai Festetics Sándor (*1882. május 31.–†1956)
- gróf Károlyi József Mária Béla Márton (*Budapest, 1884. november 8. –†Budapest, 1934. szeptember 10.), legitimista politikus, nagybirtokos, Fejér vármegye főispánja, az Aranygyapjas rend tulajdonosa. Felesége, gróf Margarete von Wenckheim (*Nagylévárd, 1892. november 30.–†Tracy-le-Mont, Franciaország, 1964. február 26.)
- gróf Károlyi Geraldine Mária Franciska Niklassina (*Parád, 1886. december 5.–†Gardone, 1909. január 15.)[9]